# Papua Nya Guinea
Papua Nya Guinea (engelska: Papua New Guinea), formellt Självständiga staten Papua Nya Guinea (Independent State of Papua New Guinea), är en stat i västra Stilla havet. Staten utgörs av östra halvan av ön Nya Guinea och ett antal näraliggande öar.

## Etymologi
Papua är ett malajiskt ord för det krulliga melanesiska håret. Nya Guinea kommer från en spansk upptäcktsresande som tyckte att urbefolkningen liknade befolkningen i Guinea i Afrika.

## Historia
Det har funnits människor på Nya Guinea sedan forntiden och man har hittat fynd från människor som har uppskattats vara 60 000 år gamla. Dessa människor tros ha kommit från Sydostasien. För cirka 10 000 år sedan började öns befolkning att domesticera höglandet och en primitiv jordbrukskultur växte fram.
Väldigt lite är känt om Nya Guinea före 1800-talet, även om europeiska upptäckare anlände på 1500-talet. Den norra delen av landet blev en tysk koloni, Deutsch Neuguinea (Tyska Nya Guinea), under 1880-talet men under första världskriget ockuperades området av Australien som redan administrerade den södra delen av ön.
1975 blev protektoratet Papua självständigt från Australien och blev ett samväldesrike. På ön Bougainville, där det fanns en rik koppargruva som var vital för landets ekonomi, fanns redan då en självständighetsrörelse. 1988 utbröt öppna strider som tros ha skördat 20 000 människors liv. Striderna pågick till 1997 då ön fick status som autonom region. På ön finns nu fredsbevarande trupper från flera länder och det pågår en fredsprocess och det har diskuterats om folkomröstning om självständighet. Omröstningen hölls i november 2019. Resultatet visade att 98 % röstade för självständighet. Utfallet är dock icke-bindande för Papua Nya Guinea.

## Geografi

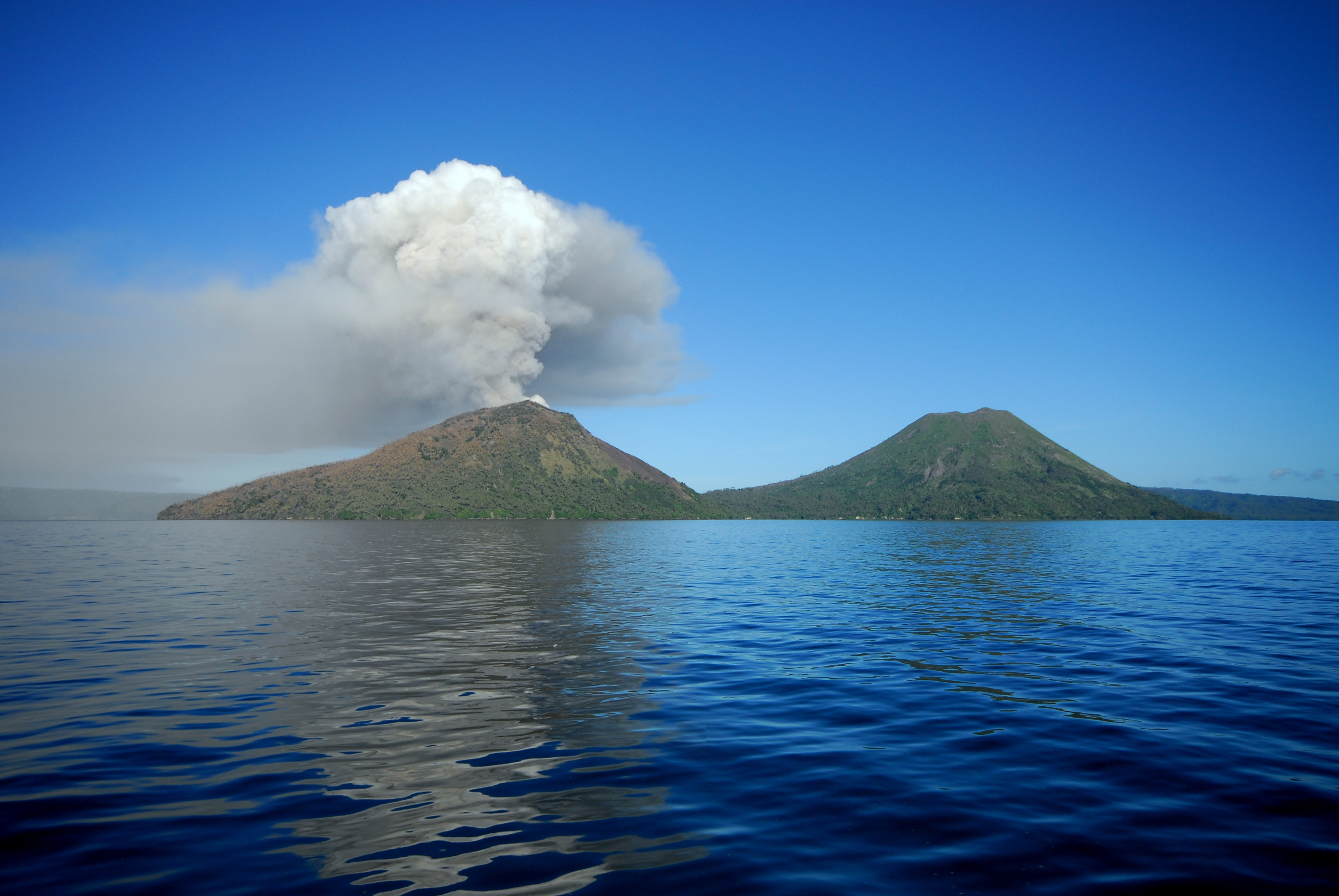
Mount Tarvurvur i Papua Nya Guinea

Landet består främst av den östra delen av ön Nya Guinea (öns västra halva utgörs av det indonesiska Västpapua som sedan 2003 har delats upp på flera provinser) där även de största städerna som huvudstaden Port Moresby och Lae ligger. Vidare tillhör en rad ögrupper landet däribland Bismarckarkipelagen, D’Entrecasteaux-öarna, Le Maire-öarna, Louisiadeöarna, Trobriandöarna och Bougainville.

### Topografi och hydrografi
Papua Nya Guinea är ett bergigt land, och dess högsta punkt är Mount Wilhelm som når 4 509 meter över havet. Landet ligger i ett område där många kontinentalplattor möts, och det finns därför ett antal aktiva vulkaner där och utbrott sker relativt ofta. Även jordbävningar och tsunamier förekommer.
Papua Nya Guinea ligger i en av få regioner nära ekvatorn där det förekommer snö, vilket det gör på de högst belägna platserna av ön Nya Guinea.[källa behövs]

### Växt- och djurliv
Landet täcks till stor del av regnskog och stora våtmarker, främst runt floderna Sepik och Fly.[källa behövs]

## Styre och politik
Papua Nya Guinea är ett samväldesrike, en självständig konstitutionell monarki som erkänner den brittiska monarken som sin statschef. Monarkens personliga representant i landet är Papua Nya Guineas generalguvernör, som utses av monarken på förslag av Papua Nya Guineas premiärminister, som är landets regeringschef. Papua Nya Guineas nationella parlament är namnet på landets lagstiftande församling som består av en kammare med 109 platser.[källa behövs]

### Administrativ indelning

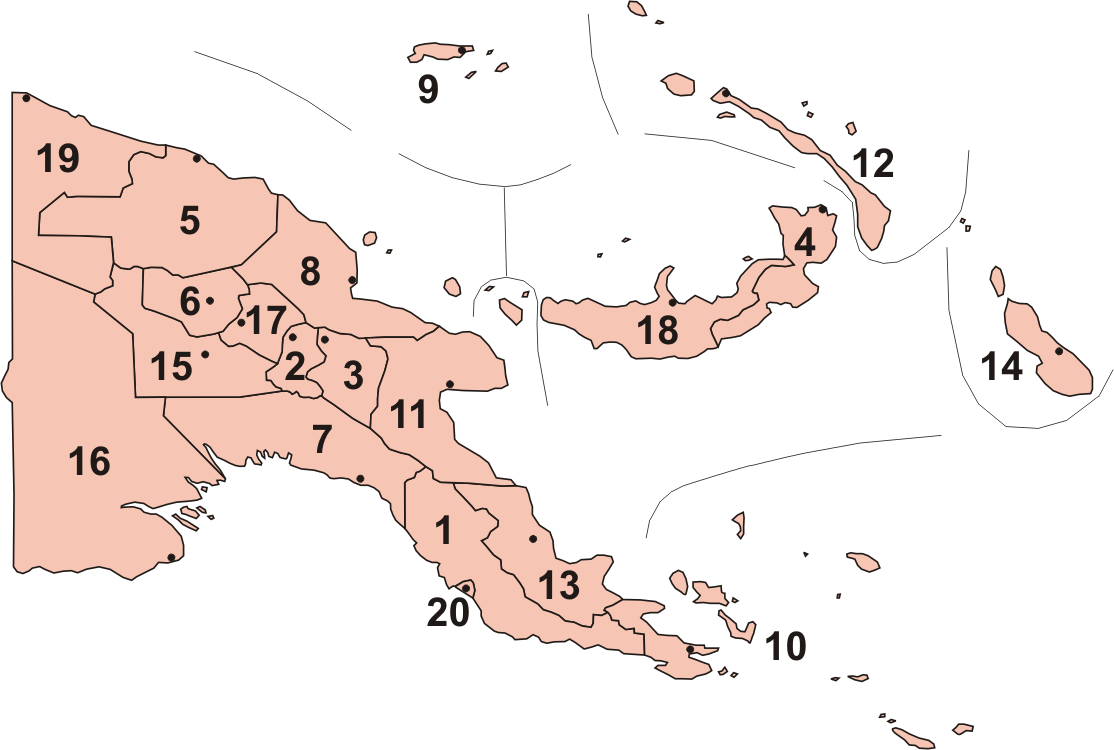
Papua Nya Guineas provinser

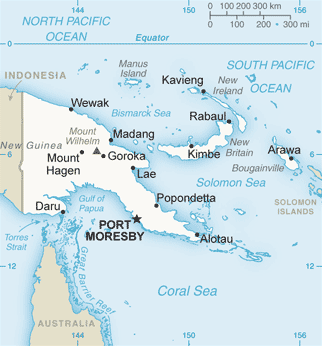
Engelskspråkig karta över Papua Nya Guineas städer

1. Central
2. Simbu
3. Eastern Highlands
4. East New Britain
5. East Sepik
6. Enga
7. Gulf
8. Madang
9. Manus
10. Milne Bay
11. Morobe
12. New Ireland
13. Oro
14. Bougainville
15. Southern Highlands
16. Western
17. Western Highlands
18. West New Britain
19. Sandaun
20. National Capital District

## Ekonomi och infrastruktur

### Näringsliv
Papua Nya Guinea är ett land rikt på naturresurser som guld, koppar och naturgas, samt omfattande skogsarealer och fiskrika hav. Trots dessa resurser är det ett av de fattigaste och minst utvecklade länderna i Sydöstasien och Oceanien. Mer än 85 procent av befolkningen lever på landsbygden, främst genom självhushållande jordbruk. Bergig terräng och avlägsna byar gör det svårt att bygga ut sjukvård och utbildning. Landets ekonomi domineras av gruvdrift, skogsbruk och fiske, som huvudsakligen sköts av utländska företag och står för en stor del av exportinkomsterna. Tillverkningsindustrin är begränsad och fokuserar på enklare konsumtionsvaror.
Under 2000-talet upplevde Papua Nya Guinea en ekonomisk uppgång tack vare stigande råvarupriser och bättre finansiell förvaltning. Landets svaga integration i den globala ekonomin gjorde det mindre sårbart för internationella ekonomiska kriser. Trots detta sker förbättringar i befolkningens levnadsförhållanden långsamt, och Papua Nya Guinea rankades lågt på Human Development Index (HDI) 2017. Landet är starkt beroende av bistånd, särskilt från Australien, och behöver betydande investeringar i infrastruktur och utbildning. Problem som korruption och komplexa markägandeförhållanden utgör stora hinder för utveckling.

#### Jord- och skogsbruk, fiske
Ungefär 70 procent av befolkningen är sysselsatta inom jordbruk, skogsbruk och fiske. De flesta bedriver småskaligt jordbruk och odlar främst sötpotatis, jams, bananer och andra grödor för självhushåll. Kommersiell odling av kaffe, kakao och kopra sker i mindre skala nära marknader. Jordbruket begränsas av omoderna metoder, brist på kapital och klimatvariationer som El Niño, vilket ofta leder till missväxt och livsmedelsbrist.
Skog täcker över 60 procent av landets yta, vilket gör Papua Nya Guinea till en av världens största regnskogsnationer. Illegal avverkning och omvandling av skogsmark till jordbruk hotar skogarna och deras ekosystem. Nästan all skog ägs av lokala klaner, vilket leder till konflikter mellan staten, lokalsamhällen och skogsbolag. Trots lagar för hållbart skogsbruk uppskattas en stor del av avverkningen vara olaglig.
Haven runt Papua Nya Guinea är rika på tonfisk och andra arter, vilket gör fiske till en viktig sektor både för lokal konsumtion och export. Utländska fiskefartyg bidrar genom att köpa licenser, en växande inkomstkälla för staten.

#### Energi och råvaror
Landets mineralrikedom omfattar guld, koppar och silver samt betydande reserver av naturgas och olja. Gruvdrift är en nyckelsektor, men den har lett till miljöproblem och konflikter med lokalsamhällen. Gruvverksamheten domineras av utländska företag, vilket skapar utmaningar för lokalt ägande och ekonomiska fördelar.

#### Industri
Tillverkningssektorn i Papua Nya Guinea står för ungefär 6 procent av landets BNP och sysselsätter en liten andel av befolkningen. Sektorn bidrar också begränsat till exporten. Produktionen fokuserar på enklare konsumtionsvaror som drycker, kläder, tvättmedel, tobaksprodukter, pappersvaror samt byggmaterial som betong och plywood. Dessutom tillverkas enkla metallprodukter, verktyg, maskiner och transportutrustning. De mest betydelsefulla industrierna är träbearbetning och livsmedelsproduktion, där man bland annat bearbetar frukt från olje- och kokospalmer samt konserverar tonfisk och köttprodukter för internationell försäljning.
Industrins expansion hämmas främst av den begränsade inhemska marknaden och låg köpkraft. Dessutom försvåras utvecklingen av underutvecklad infrastruktur och otillräckliga transportmöjligheter. Den låga utbildningsnivån, korruptionen och det ogynnsamma företagsklimatet gör att internationella företag inte har varit benägna att etablera delar av sin produktion i Papua Nya Guinea.

#### Tjänster och turism
Trots landets unika natur och kultur har turismen haft en begränsad påverkan på ekonomin. Besökare har ofta avskräckts av hög kriminalitet och bristfällig infrastruktur. År 2016 kom cirka hälften av de drygt 180 000 turisterna från Australien.

### Handel
Mineraler har länge varit den dominerande exportvaran för Papua Nya Guinea, och under 2017 stod olja, guld och koppar för omkring tre fjärdedelar av exportintäkterna. Utöver dessa råvaror exporteras även timmer, träprodukter samt jordbruks- och fiskerivaror. Importen är mångfacetterad och inkluderar bland annat maskiner för gruv- och skogsbruk, lätta flygplan, transportmedel, kemikalier och industriella halvfabrikat. Dessutom ökar importen av livsmedel och petroleumprodukter. År 2017 kom 30 procent av importen från Australien och 17 procent från Kina, medan exporten huvudsakligen gick till Australien (19 procent), Singapore (18 procent) och Japan (14 procent). Handeln har under lång tid visat ett positivt saldo.

### Infrastruktur
Bristande infrastruktur, som få vägar och en underutvecklad energiförsörjning, är stora hinder för utveckling. Endast en liten del av befolkningen har tillgång till el, och flyg är ofta det enda praktiska transportmedlet för längre resor.

#### Transporter
Landets utveckling och nationsbyggande begränsas kraftigt av de dåliga transportsystemen. Den kuperade terrängen gör att det saknas en nord-sydlig väg och att de olika vägsträckorna på huvudön inte är förenade till ett komplett nät. En bra vägförbindelse mellan de största städerna, Port Moresby och Lae, saknas fortfarande. Det är också ovanligt med vägar som tål alla väderförhållanden, och vägunderhållet lider av brist på resurser. Papua Nya Guinea har inga järnvägar, och under regnperioder blir tunga transporter nästan omöjliga. Inom städerna används minibussar som det vanligaste transportmedlet. För längre resor och transporter av mindre gods är flyg det främsta alternativet. Avlägsna områden kan nås till fots eller med småflygplan som landar på grästäckta landningsbanor, som finns på nästan 600 platser i landet. Det finns två internationella flygplatser, där Jackson International Airport i Port Moresby är den viktigaste. Det största flygbolaget är statligt ägda Air Niugini.
Port Moresby är också hem för landets viktigaste exporthamn. Sedan 2010 har hamnen genomgått en omfattande utbyggnad för att öka containerkapaciteten och underlätta exporten av flytande naturgas. Landet har dessutom ett tiotal andra hamnar för handelsfartyg samt ett stort antal småbåtshamnar som används av lokala träkanoter, vilka är vanliga transportmedel längs kusterna och floderna.

## Befolkning

### Demografi
2021 var medellivslängden för kvinnor 66,9 år och 64,2 år för män.

#### Minoriteter
Det finns hundratals folkgrupper som kan räknas till Papua Nya Guineas ursprungsbefolkning, majoriteten kommer från papuanerna, vars förfäder anlände i Nya Guinea-regionen för tusentals år sedan. Andra är austronesier, och deras förfäder anlände för mindre än fyra tusen år sedan. Kombai är en annan urbefolkning. I landet finns även kineser, européer, australiensare, filippinier, lankeser och indier.[källa behövs]

### Språk
Det finns tre officiella språk i landet, utöver över 850 inhemska papuanska och austronesiska språk (ungefär tio procent av jordens totala antal språk) som talas där. Engelska är officiellt språk, även om få talar det. Det engelsk-baserade kreolspråket tok pisin är lingua franca och talas av många inom olika folkgrupper. I södra Papua kan folk använda det tredje officiella språket, hiri motu.
Med ett medeltal på 7 000 talare per språk har Papua Nya Guinea en större språktäthet än något annat land förutom Vanuatu.[källa behövs]

### Religion
Ungefär en tredjedel av landets befolkning bekänner sig till olika inhemska religioner. Majoriteten av befolkningen är medlemmar i kristna kyrkor, men många kombinerar den kristna tron med andra religiösa inriktningar. Ungefär en tredjedel av de kristna är katoliker, medan resten är protestanter, sjundedagsadventister eller annat.[källa behövs]

### Sociala förhållanden
Papua Nya Guinea utmärker sig som ett extremt land när det kommer till sexuellt våld. Två tredjedelar av landets kvinnor är utsatta för fysiskt eller sexuellt våld, det sexuella våldet i landet motsvaras närmast av vad man kan förvänta sig finna i krigszoner. Offren är dessutom mycket unga, då hälften av de som söker medicinsk vård efter våldtäkt är under sexton år, en fjärdedel är under tolv år och en tiondel är under åtta år.

## Internationella rankningar
| Organisation                                | Undersökning                   | Rankning   |
| ------------------------------------------- | ------------------------------ | ---------- |
| Heritage Foundation/The Wall Street Journal | Index of Economic Freedom 2019 | 101 av 180 |
| Reportrar utan gränser                      | Pressfrihetsindex 2019         | 38 av 180  |
| Transparency International                  | Korruptionsindex 2018          | 138 av 180 |
| FN:s utvecklingsprogram                     | Human Development Index 2018   | 155 av 189 |